# Kosino (metrostation Moskou)
Kosino (Russisch: Косино ) is een station van de Nekrasovskaja-lijn van de Moskouse metro.

## Geschiedenis

### Bouw
Het bouwbesluit voor het station werd op 4 mei 2012 genomen door het stadsbestuur van Moskou. Destijds werd uitgegaan van een opening in 2016. In december 2014 begon de sloop van gebouwen op de plaats van het station dat volgens de openbouwputmethode is gebouwd. In november 2017 was de ruwbouw gereed en kon de bouw van muren, plafonds en technische installaties, waaronder roltrappen, in het station ter hand worden genomen. Eind april 2018 was 72% van het station voltooid. De technische afwerking van het traject Kosino – Nekrasovka werd op 31 augustus 2018 opgeleverd. 
De eerste week van januari 2019 werd de Tagansko-Krasnopresnenskaja-lijn ten zuiden van Vychino gesloten om een verbindingsspoor tussen Vychino en Kosino te kunnen aansluiten, waarmee rollend materieel de nieuwe lijn kon bereiken.

### Aansluitende tunnels
Op 1 februari 2017 begon tunnelboormachine Robbins-371 met het boren van de linker tunnelbuis tussen Kosino en Oelitsa Dmitriëvskogo aan de oostkant van het station. De Robbins-371 kwam hiermee terug op bekend terrein aangezien zij al was gebruikt voor een van de tunnelbuizen tussen Vychino  en Lermontovski Prospekt. Daarna heeft zij de tunnels tussen Petrovski Park en Savjolovskaja geboord. Tussen de stations ten oosten van Kosino zijn drie secties van elk twee buizen, met een diameter van elk 6 meter, geboord. Aan de westkant van het station werd tussen 27 april en 7 oktober 2017 een tunnelbuis geboord tussen het station en de 683 meter westelijker gelegen overgangsschacht waar de enkelsporige tunnels overgaan in een dubbelsporige tunnel richting Joego-Vostotsjnaja. De tunnelbuis in de andere richting werd tussen 25 december 2017 en het voorjaar van 2018 gerealiseerd. Tijdens de passage onder de tunnel van de Tagansko-Krasnopresnenskaja-lijn was het deel tussen Lermontovski Prospekt en Kotelniki gedurende een week gesloten. Deze tunnels werden geboord door Svetlana, een TBM van Herrenkencht.

### Uitstel
In eerste instantie mikten de plannenmakers op een opening eind 2014 en dit werd in november 2013 ook gemeld op de website van het stadsbestuur. Loco-burgemeester Koesjnoellin sprak in februari 2014 echter al over 2015 of 2016. In maart 2018 liet hij weten dat de oplevering van de stations ten oosten van Kosino aan het einde van de zomer zou plaatsvinden maar de treindienst pas in 2019 van start kon gaan. Tijdens de oplevering op 31 augustus 2018 zei burgemeester Sergei Sobjanin dat de treindienst eind 2018 van start zou gaan, desondanks werd het station pas op 3 juni 2019 geopend. 

## Ligging en toegangen
Het station ligt in het oosten van Moskou buiten de Moskouse ringweg tussen Lermontovski avenue en de voorstadshalte Kosino van de MZD. Het is de bedoeling om hier het grootste vervoersknooppunt van de Nekrasovskaja lijn te realiseren bestaande uit de voorstadshalte aan de Rjazan route en de metrostations Kosino (lijn 15) en Lermontovski Prospekt (lijn 7). Het station heeft twee ondergrondse verdeelhallen. De noordelijke is via een tunnel onder de spoorlijn tussen  Kazan en Rjazan verbonden met de perrons van de voorstadshalte en een trap naar de Kaskadnajastraat. Via 4 roltrappen is deze verdeelhal verbonden met het oostelijke perroneinde. De zuidelijke verdeelhal komt naast die van station Lermontovski Prospekt te liggen zodat hier een overstap mogelijk is tussen de metrolijnen, tevens is er een verbinding met de bestaande voetgangerstunnel onder de Lermontovski laan. Deze verdeelhal is via roltrappen verbonden met het westelijke perroneinde.    

## Architectuur en inrichting
Het station is gebouwd als ondiep gelegen zuilenstation zij het in dit geval ongeveer tien meter dieper dan gebruikelijk bij dit stationstype. De inrichting van het station verwijst naar de Kosinski meren, het witte-, zwarte- en heiligemeer iets ten noorden van het station. De hoofdkleuren van het station zijn blauw, geel, groen en grijs. Het glanzende systeemplafond met driehoekige elementen moet het effect van golvend water weergeven. De vloer is afgewerkt met graniet en de zuilen worden bedekt met aluminium panelen in de kleur diamant-champagne-metallic. Langs het perron zijn lichtgevende panelen aangebracht. De wanden van de verdeelhallen en toegangsgebouwen zijn bekleed met witte sajan en gespikkeld marmer. Boven de toegangspoortjes hangen panelen met een patroon van gele bladeren.